# Rabelmolen
De Rabelmolen (ook: Rabbautsmolen) is een watermolen in de Oost-Vlaamse plaats Lede, gelegen aan de Kloosterstraat 92.
Deze watermolen op de Molenbeek van het type bovenslagmolen fungeerde als korenmolen.

## Geschiedenis
Al in de 13e eeuw werd op deze plaats een watermolen vermeld, namelijk de Molen van Rabbautsrode die eigendom was van de familie van Lede, heren van Lede. In 1266 werd deze molen geschonken aan het Klooster van Tussenbeke. Dat bleef zo tot 1783, toen het klooster werd opgeheven. In 1785 werd de molen openbaar verkocht en kwam in bezit van particulieren. In 1900 werd een stoommachine geplaatst maar de molen bleef in werking tot in de jaren '60 van de 20e eeuw, toen het bovenslagrad werd verkocht aan de eigenaar van de Bellemolen.
In 1986 werd de molen aangekocht door een horeca-ondernemer. De molen werd ingrijpend verbouwd maar een deel van de maalinrichting bleef bewaard. Van 1995-2002 was er een antiekzaak in de molen. De eigenaar bracht toen een nieuw, metalen, bovenslagrad aan. Vanaf 2007 was de molen draaivaardig en kon elektriciteit produceren.
- Inventaris van het Bouwkundig Erfgoed (Vlaanderen): 9102